# Атаян, Армен Аршакович
Арме́н Арша́кович Атая́н (арм. Արմեն Արշակի Աթայան; 21 мая 1922, Эривань — 8 апреля 2021) — армянский и украинский художник, живописец. Член Союза художников СССР.
Второй муж художницы Татьяны Яблонской и отец художницы Гаянэ Атаян.

## Биография
Отец, Аршак Атаян, был известным писателем, переводчиком и педагогом, мать преподавала в школе армянский язык, дядя, Роберт Атаян, был музыковедом.
Занимался в духовом оркестре ереванского Дворца пионеров, играл на нескольких инструментах — фортепиано, мандолине, трубе-баритоне и тромбоне. В 1937 году, когда отца арестовали, играл в различных эстрадных коллективах, чтобы помочь семье. В 1941 году окончил Ереванское художественное училище. После нападения Германии на Советский Союз ушёл добровольцем на фронт, служил в оркестре танковой части, потом в образцовом оркестре Закавказского фронта.
После военной службы поступил в Ереванский художественно-театральный институт, учился у Мартироса Сарьяна, также определённое время его консультантом был известный художник Александр Осмёркин. В 1952 году окончил институт, защитив дипломную работу под названием «Максим Горький и Аветик Исаакян на берегу Севана». С 1952 года участвует в художественных выставках.
С 1954 года жил и работал в Киеве. В 1963 году в городе состоялась персональная выставка художника.
В 1964 году вернулся в Ереван.
Работы хранятся в художественных музеях Армении, Украины, в частных коллекциях.